# I Want Love
«I Want Love» es una canción interpretada por el músico británico Elton John. La canción fue escrita por Elton John y Bernie Taupin, y fue producida por Patrick Leonard. Fue publicada el 20 de agosto de 2001 como el sencillo principal de su vigesimosexto álbum de estudio, Songs from the West Coast.

## Video musical

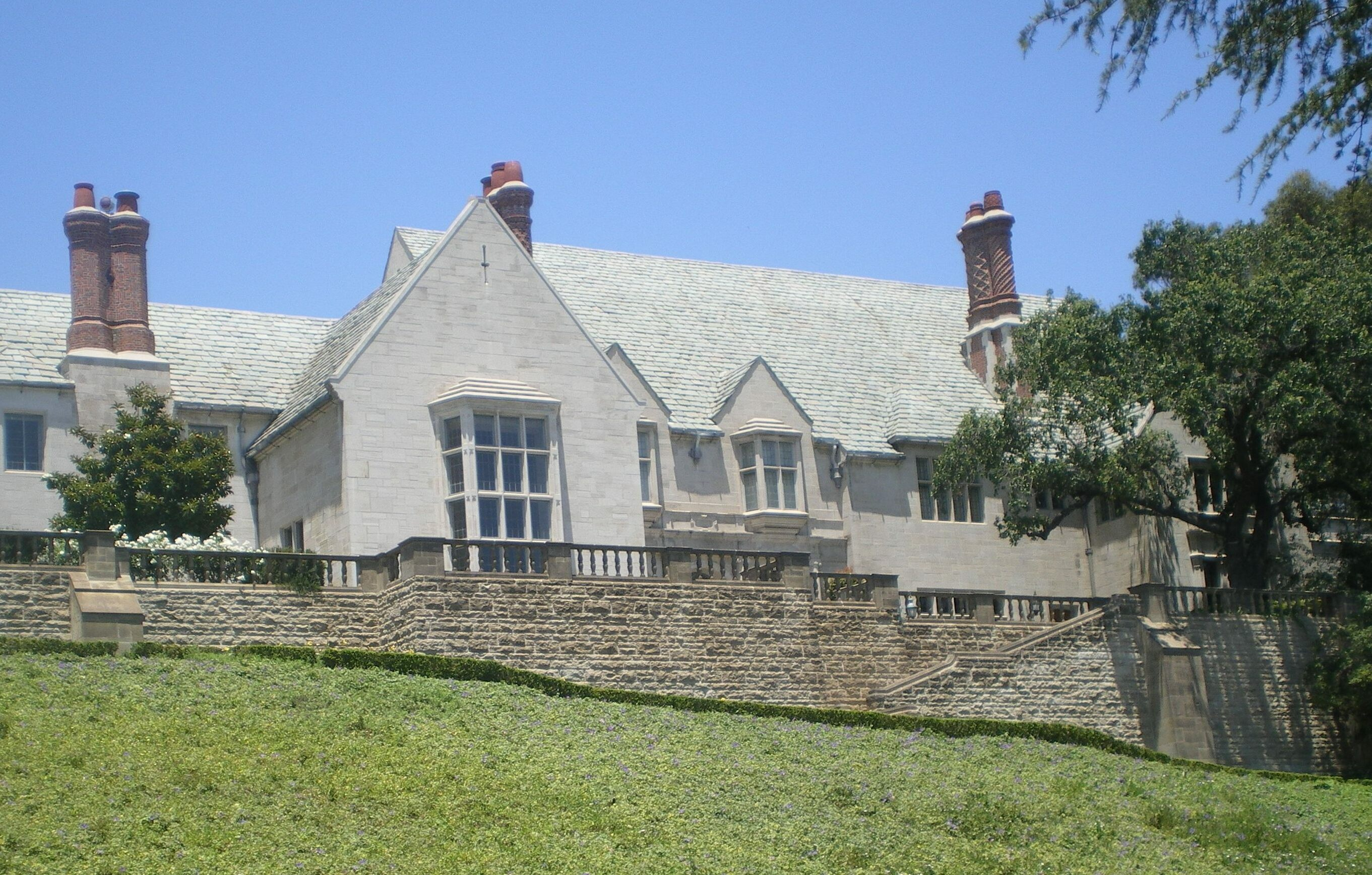
La Mansión Greystone, donde se filmó el video musical.

El videoclip de «I Want Love» fue dirigido por Sam Taylor-Wood, y muestra al actor Robert Downey Jr. caminando por la Mansión Greystone en Beverly Hills, California, y sincronizando los labios con la canción. La directora del videoclip Sam Taylor-Wood filmó 16 tomas del video y usó la última porque, según John, Downey parecía completamente relajado y “la forma en que lo minimiza es fantástica”. Según la biografía Robert Downey Jr.: Blockbuster Movie Star, Downey estaba en un centro de tratamiento de drogas antes de filmar el video. The Mary Sue informó que este fue el primer trabajo que consiguió Downey después de ir a rehabilitación. Los estudios de cine no querían tener nada que ver con Downey, pero John estaba dispuesto a ayudarlo durante un momento difícil de su vida. A Downey se le permitió salir temporalmente del centro de tratamiento de drogas para el rodaje del vídeo musical.

## Galardones
| Año  | Premio         | Categoría                                | Resultado | Ref.  |
| ---- | -------------- | ---------------------------------------- | --------- | ----- |
| 2001 | Premios Grammy | Mejor Interpretación Vocal Pop Masculina | Nominado  | [ 6 ] |

## Lista de canciones
| Australian CD single |                                                                                   |          |  |
| N.º                  | Título                                                                            | Duración |  |
| 1.                   | «I Want Love»                                                                     | 4:37     |  |
| 2.                   | «The North Star»                                                                  | 5:31     |  |
| 3.                   | «The One» (Live at Madison Square Gardens, New York City, USA / October 2000)     | 6:38     |  |
| 4.                   | «Tiny Dancer» (Live at Madison Square Gardens, New York City, USA / October 2000) | 6:20     |  |

## Créditos y personal
Créditos adaptados desde las notas de álbum de Songs from the West Coast.
Músicos
- Elton John – voz principal, piano
- Billy Preston – órgano electrónico
- Davey Johnstone – guitarra eléctrica, coros
- Bruce Gaitsch – guitarra acústica
- Paul Bushnell – guitarra bajo, coros
- Nigel Olsson – batería, coros
- Jay Bellerose – percusión
- Kudisan Kai – coros

Personal técnico
- Patrick Leonard – productor
- Bill Bottrell – mezclas
- Joe Chiccarelli – ingeniero de audio
- Andy Green – ingeniero asistente
- Tom Stanley – ingeniero asistente
- Stephen Marcussen – masterización

## Posicionamiento

### Gráfica semanal
| Gráfica (2001–2002)                               | Pico de posición |
| ------------------------------------------------- | ---------------- |
| Australia (ARIA Top 100 Singles)                  | 63               |
| Canadá (Nielsen SoundScan)                        | 7                |
| Estados Unidos (Billboard Adult Contemporary)     | 6                |
| Estados Unidos (Billboard Adult Pop Airplay)      | 28               |
| Estados Unidos (Billboard Bubbling Under Hot 100) | 10               |
| Europa (Eurochart Hot 100 Singles)                | 35               |
| Francia (SNEP)                                    | 67               |
| Italia (FIMI)                                     | 14               |
| Nueva Zelanda (Recorded Music NZ)                 | 49               |
| Países Bajos (Single Top 100)                     | 31               |
| Reino Unido (UK Singles Chart)                    | 9                |
| Suiza (Schweizer Hitparade)                       | 31               |

### Gráfica de fin de año
| Gráfica (2001)                                | Pico de posición |
| --------------------------------------------- | ---------------- |
| Canadá (Nielsen SoundScan)                    | 72               |
| Estados Unidos (Billboard Adult Contemporary) | 29               |
| Reino Unido (UK Singles Chart)                | 141              |

| Gráfica (2002)             | Pico de posición |
| -------------------------- | ---------------- |
| Canadá (Nielsen SoundScan) | 136              |

## Historial de lanzamientos
| Región         | Fecha                    | Formato       | Discográfica     | Ref.   |
| -------------- | ------------------------ | ------------- | ---------------- | ------ |
| Estados Unidos | 20 de agosto de 2001     | Radio AC      | Rocket Universal | [ 25 ] |
| Estados Unidos | 21 de agosto de 2001     | Radio CHR/Pop | Rocket Universal | [ 26 ] |
| Australia      | 17 de septiembre de 2001 | CD            | UMA              | [ 7 ]  |
| Reino Unido    | 24 de septiembre de 2001 | Casete CD     | Rocket Mercury   | [ 27 ] |